# 神谷ろん
神谷 ろん（かみや ろん、1983年7月3日 - ）は、日本のアニメクリエイター。愛知県半田市出身。

## 来歴・人物
2001年11月頃、友人にそそのかされて自主制作アニメーションを始める（本格的に始めたのは2002年頃）。主にパソコンを使ったGIFアニメを多数制作しており、ガイナックスのアニメーション原画集を参考に独学でそのノウハウを身につけた（美術の専門学校などには一切行っていない）。ネット上ではかなり有名なGIFアニメーターであり、第18回CGアニメコンテストでは自作品の『ルール』が見事入選し、会場審査特別賞も受賞。その後『ルール』は「livedoorインターネットアニメーション」と「モバイルGyaO」でも公開されるようになった。
神谷の制作するGIFアニメはよく動き、その一部作品にはどこか金田伊功を意識したような動きが随所に見られる。
2006年に『おねがいマイメロディ 〜くるくるシャッフル!〜』の原画マンとして参加して以降、ほんの僅かながら原画マンとしてテレビアニメ作品などにも参加するようになってきている。しかし、最初の頃は本人曰く独学ゆえに専門的な知識がないらしく、仕事が来ても専門的知識がないことが原因で最終的に断られることもあるらしい。
神谷 栄和、かみや ろんというハンドルネームを使うこともある。ちなみに「ろん」が平仮名なのは、本名の漢字を間違えてこう読む人が絶えないため。

## 主な作品

### 自主制作
- あんごろもあちゃんの地球侵略にっき （WEBアニメ制作、原作：今井神）
- ルール （第18回CGアニメコンテスト入選）※かみやろん名義
- 第5回インディーズアニメフェスタオープニング

### テレビアニメ（神谷ろん名義）
- BLEACH （2004年-、#206原画）※神谷御津名義
- おねがいマイメロディ 〜くるくるシャッフル!〜 （2006年-2007年、#22原画）
- NARUTO -ナルト- 疾風伝 （2007-年、#327・335原画）
- もえたん （2007年、#4原画）
- ハヤテのごとく! （2007年-2008年、#39原画）
- テレパシー少女 蘭 （2008年、#5・12・16・24・25原画）※神谷論名義
- 乃木坂春香の秘密 （2008年、#4原画）
- 絶対可憐チルドレン （2008年、#27・37原画）
- ソウルイーター （2008年、#34原画）
- イナズマイレブン （2008年-、#22・36原画）
- 戦国BASARA （#5原画）
- 鋼の錬金術師 FULLMETAL ALCHEMIST （2009年、#5原画）
- まほろまてぃっく特別編 ただいま◆おかえり （2009年、原画）
- 書家 （2010年、原画）
- うたの☆プリンスさまっ♪ マジLOVE1000% （2011年、#5原画）※神谷論名義
- たまゆら （2011年、原画）
- ダンボール戦機 （2011年-2012年、#6原画）
- 偽物語 （2012年、#6原画）
- NARUTO -ナルト- SD ロック・リーの青春フルパワー忍伝 （2012年-2013年、#3・21・48原画）※神谷論名義
- ゆるゆり♪♪ （2012年、#7原画）

### WEBアニメ（神谷ろん名義）
- イヴの時間 （2008年、#3原画）